# Lijst van Eurocommissarissen voor Landbouw
De functie van Europees commissaris voor Landbouw is een van de oudste nog bestaande functies binnen de Europese Commissie. De functie is sinds de oprichting van de Europese Commissie een van de meest gewilde functies, omdat het grootste gedeelte van het budget naar Landbouw gaat.

## Ambtstermijnen

### 1958-1972: Sicco Mansholt
De Nederlandse politicus Sicco Mansholt, voormalig minister van Landbouw in Nederland (1945-1958), verwierf de portefeuille Landbouw bij het aantreden van de eerste commissie in 1958; de Commissie-Hallstein I. Mansholt behield deze portefeuille voor veertien jaar en is daarmee de Eurocommissariss die het langst een portefeuille bekleedde. In juli 1958 vond er in Stresa een conferentie plaats. Op deze conferentie waren de ministers van Landbouw van de lidstaten aanwezig. Daarnaast waren er afgevaardigden van de nationale agrarische vakbonden, nationale experts en vertegenwoordigers van de Europese Commissie. In Stresa werden afspraken gemaakt over het raamwerk van wat later zou uitgroeien tot het Gemeenschappelijk landbouwbeleid (1962). Mansholt kreeg de opdracht om vorm te geven aan het landbouwbeleid en moest binnen aanzienlijke tijd met voorstellen komen.

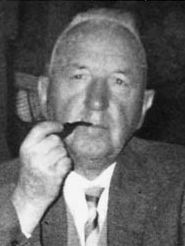
Sicco Mansholt legde de basis voor het Gemeenschappelijk landbouwbeleid

 In juni 1960 presenteerde Mansholt zijn voorstellen:
- Het vrij verkeer van landbouwgoederen
- Het afschaffen van handelsbarrières
- Het gelijk trekken van de prijzen van landbouwproducten
- Lidstaten moet landbouwgoederen van de gemeenschap een voorkeurspositie geven ten aanzien van niet-lidstaten
- De oprichting van het Europees Agrarisch Beschermings- en Garantiefonds (EABGF)
- Het afdwingen van financiële solidariteit

Op basis van het rapport van Mansholt nam de Raad van de Europese Unie in januari 1962 de volgende besluiten:
1. De landbouwmarkt wordt verdeeld in zes groepen: eieren, fruit, groente, graanproducten, varkensvlees en vlees van pluimvee.
2. Het opstellen van regels omtrent concurrentie.
3. De oprichting van het Europees Agrarisch Beschermings- en Garantiefonds (EABGF) ten behoeve van de financiering van het Gemeenschappelijk landbouwbeleid[1]

De samenwerking tussen de lidstaten op het gebied werd een groot succes. In 1968 was de Europese Commissie echter van mening dat de kosten voor het landbouwbeleid te hoog waren geworden. Mansholt werd in de Commissie-Rey (1967-1970) belast met een hervorming van de landbouw. In zijn eerste hervormingsvoorstel pleitte Mansholt voor een reductie van het aantal boeren. Hij was van mening dat de gemeenschap te veel kleinschalige boeren had en dat een reductie van het aantal boeren van vijf miljoen zou leiden tot schaalvergroting. De grond van de kleine boeren moest terechtkomen bij de grote familiebedrijven. De schaalvergroting moest bestaanszekerheid voor de agrariërs garanderen. Het voorstel van Mansholt werd afgewezen.
In 1972 ging de Raad van de Europese Unie alsnog akkoord met drie richtlijnen van Mansholt. De eerste richtlijn bepaalde een modernisering van agrarische bedrijven, de tweede pleitte voor de training van boeren en de derde richtlijn pleitte voor afschaffing van opfokken.

### 1972-1973: Carlo Scarascia-Mugnozza
In maart 1972 nam de voorzitter van de Europese Commissie, Franco Maria Malfatti, ontslag. Vanwege het aantreden van drie nieuwe lidstaten in januari 1973 besloten de lidstaten een interim-commissie op te zetten. Deze commissie stond onder het voorzitterschap van Sicco Mansholt. Mansholt droeg de portefeuille landbouw over aan zijn Italiaanse collega Carlo Scarascia-Mugnozza. Scarascia-Mugnozza was gedurende negen maanden Eurocommissariss voor Landbouw en was verantwoordelijk voor de inwerkingtreding van de drie richtlijnen van Mansholt.

### 1973-1977: Pierre Lardinois
In het Memorandum 1973-1978 worden de drie belangrijkste elementen van de verdere samenwerking benadrukt: een gemeenschappelijke markt, financiële solidariteit en EEG-landbouwproducten prevaleren boven niet-EEG-landbouwproducten. De gemeenschappelijke markt had te lijden onder de monetaire crisis van de jaren zeventig. De wisselkoersen tussen de lidstaten waren te onregelmatig om de gemeenschappelijke markt goed te laten functioneren. Vanwege de monetaire crisis uitten de regeringshoofden van de lidstaten hun intentie voor een Economische en Monetaire Unie.
In mei 1975 gaf de Raad van de Europese Unie zijn goedkeuring voor een bijzondere steunregeling voor agrarische probleemgebieden. Onder agrarische probleemgebieden verstond men gebieden die een natuurlijke handicap hadden. Een natuurlijke handicap kon volgens de richtlijn in drie gevallen voorkomen. Ten eerste waren er de hooggelegen gebieden. Door de hoogteligging werd de vegetatieperiode van de grond verkort en door deze verkorting was het boerenbedrijf niet rendabel genoeg. Ten tweede waren er gebieden die door een sterke helling ongeschikt waren voor de gewone mechanische bewerking. De bewerking van deze landbouwgronden bracht extra kosten met zich mee vanwege de aanschaf van duurdere, meer gespecificeerde machines. Ten slotte waren er ook gevallen waarbij de beide hierboven genoemde gevallen van toepassing waren. De steunregeling was een middel van financiële solidariteit. Lardinois stelde de richtlijn op, omdat hij ontvolking van de gebieden wilden voorkomen. Deze ontvolking zou op den duur leiden tot een verval van het natuurlandschap.

### 1977-1981: Finn Olav Gundelach

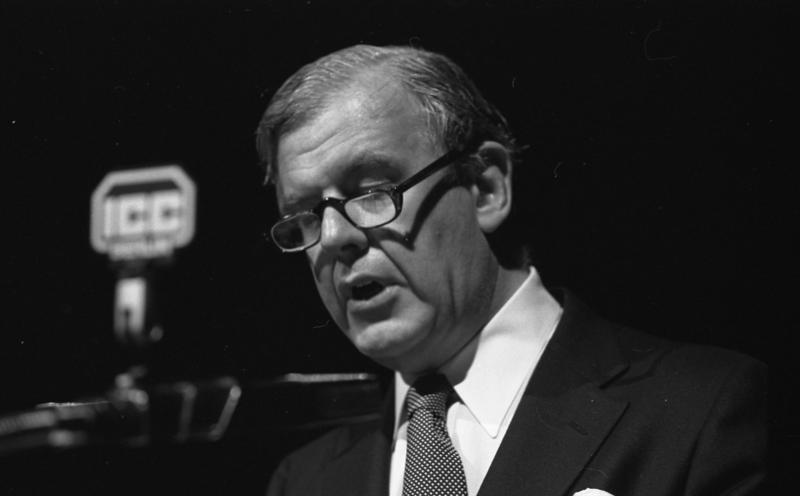
Finn Olav Gundelach kreeg een mandaat om het landbouwbeleid te hervormen

Tijdens de ambtsperiode van Finn Olav Gundelach werd het departement Landbouw geconfronteerd met vier aanhoudende problemen. Ten eerste concludeerde de Europese Commissie in 1978 dat er een verslechtering van de verhouding tussen vraag en aanbod was ontstaan. De vraag naar landbouwproducten nam af, terwijl het aanbod toenam vanwege de gegarandeerde prijzen. De Europese Commissie maakte zich zorgen over het ontstaan van grote overschotten. Ten tweede merkte de Commissie op dat er substantiële inkomensverschillen waren ontstaan tussen bepaalde agrarische sectoren. Ten derde was de Commissie van mening dat de valuta's van de lidstaten te onstabiel waren om de gemeenschappelijke markt goed te kunnen laten functioneren. Ten slotte maakt men zich zorgen, net als in 1968, over de groeiende uitgaven voor het departement Landbouw. 70% van het gehele EEG-budget ging eind jaren zeventig richting de landbouwsector.
De Europese Commissie stelde een rapport op, waarin de toekomst van het gemeenschappelijk landbouwbeleid werd beschreven. Het rapport werd in december 1978 voorgelegd aan de Europese Raad. De kernpunten waren het bevriezen van de landbouwprijzen, gemeenschappelijk monetair beleid (door middel van de Economische en Monetaire Unie) en een reductie van de landbouwuitgaven.
Op basis van het voorgelegde rapport was de Europese Raad van oordeel dat structurele hervormingen noodzakelijk waren. De Europese Commissie verwierf in mei 1980, anderhalf jaar na het verschijnen van het rapport, een mandaat voor de hervorming van de landbouw. Op basis van het gegeven mandaat stelde de Europese Commissie een rapport op. De commissie gaf uiting aan de volgende hervormingsplannen:

 Voorstellen met betrekking tot de ongelijkheid van vraag en aanbod:
- De commissie wilde het verschil tussen de landbouwprijzen binnen de gemeenschap en de landbouwprijzen buiten de gemeenschap inperken. De dalende prijzen moesten leiden tot een afname van het aanbod en tevens meer concurrentie. Deze concurrentie moest binnen een aanzienlijke periode de structurele overschotten wegwerken.
- De commissie streefde naar een beter buitenlands beleid van de lidstaten ter bevordering van de export van de eigen landbouwgoederen. De overschotten binnen de gemeenschap kon worden doorverkocht aan niet-lidstaten.
- De commissie wilde productielimieten instellen. Garantie van inkomen zou alleen tot een bepaald niveau van productie worden afgegeven. Dit zou de producten ertoe brengen alleen het benodigde te produceren.

 Voorstellen met betrekking tot de inkomensverschillen
- De commissie wilde bepaalde producten inkomenssteun verlenen op basis van nader te bepalen specifieke voorwaarden.

 Voorstellen met betrekking tot de onstabiele valuta's
- De commissie moedigde de Europese Raad aan om nauwer samen te werken op het gebied van monetaire zaken. Deze samenwerking moest een stabilisering van de valuta's bewerkstelligen. Het in 1979 geopperde voorstel van een Economische en Monetaire Unie werd door de commissie goed ontvangen.

 Voorstellen om de kosten voor het Gemeenschappelijk Landbouwbeleid te verminderen
- De commissie stelde voor om de financiële controle van de uitgaven van het Europees Agrarisch Bescherming- en Garantiefonds te verbeteren.
- De commissie wilde dat de lidstaten stopten met het subsidiëren van hun eigen agrarische bedrijven, om zodoende de markt ruimte te geven om haar werk te kunnen doen.[5]

| #  | Eurocommissaris voor Landbouw        | Eurocommissaris voor Landbouw | Eurocommissaris voor Landbouw         | Termijn                             | Nationale partij                 | Europese Partij | Commissie     | Land       | Overige Portfolio(s)    |
| -- | ------------------------------------ | ----------------------------- | ------------------------------------- | ----------------------------------- | -------------------------------- | --------------- | ------------- | ---------- | ----------------------- |
| 1  |                                      | Sicco Mansholt                | Sicco Mansholt (1908–1995)            | 10 januari 1958 – 9 januari 1962    | PvdA                             | PES             | Hallstein I   | Nederland  | Vicevoorzitter          |
| 1  | 10 januari 1962 – 1 juli 1967        | Sicco Mansholt                | Sicco Mansholt (1908–1995)            | Hallstein II                        | PvdA                             | PES             |               | Nederland  | Vicevoorzitter          |
| 1  | 2 juli 1967 – 30 juni 1970           | Sicco Mansholt                | Sicco Mansholt (1908–1995)            | Rey                                 | PvdA                             | PES             |               | Nederland  | Vicevoorzitter          |
| 1  | 1 juli 1970 – 21 maart 1972          | Sicco Mansholt                | Sicco Mansholt (1908–1995)            | Malfatti                            | PvdA                             | PES             |               | Nederland  | Vicevoorzitter          |
| 2  |                                      | Carlo Scarascia-Mugnozza      | Carlo Scarascia- Mugnozza (1920–2004) | 21 maart 1972 – 5 januari 1973      | DC                               | EVP             | Mansholt      | Italië     |                         |
| 3  |                                      | Pierre Lardinois              | Pierre Lardinois (1924–1987)          | 6 januari 1973 – 5 januari 1977     | KVP                              | EVP             | Ortoli        | Nederland  |                         |
| 4  |                                      | Finn Olav Gundelach           | Finn Olav Gundelach (1925–1981)       | 6 januari 1977 – 5 januari 1981     | O                                | O               | Jenkins       | Denemarken | Visserij                |
| 4  | 6 januari 1981 – 13 januari 1981     | Finn Olav Gundelach           | Finn Olav Gundelach (1925–1981)       | Thorn                               | O                                | O               |               | Denemarken |                         |
| 5  |                                      |                               | Poul Dalsager (1929–2001)             | Thorn                               | 20 januari 1981 – 5 januari 1985 | SD              | PES           | Denemarken |                         |
| 6  |                                      | Frans Andriessen              | Frans Andriessen (1929–2019)          | 6 januari 1985 – 5 januari 1989     | CDA                              | EVP             | Delors I      | Nederland  | Vicevoorzitter Visserij |
| 7  |                                      |                               | Ray MacSharry (1938)                  | 6 januari 1989 – 5 januari 1993     | FF                               | ALDE            | Delors II     | Ierland    |                         |
| 8  |                                      |                               | René Steichen (1942)                  | 6 januari 1993 – 24 januari 1995    | CSV                              | EVP             | Delors III    | Luxemburg  |                         |
| 9  |                                      | Franz Fischler                | Franz Fischler (1946)                 | 25 januari 1995 – 15 september 1999 | OVP                              | EVP             | Santer        | Oostenrijk |                         |
| 9  | 16 september 1999 – 22 november 2004 | Franz Fischler                | Franz Fischler (1946)                 | Prodi                               | OVP                              | EVP             | Visserij      | Oostenrijk |                         |
| 10 |                                      | Mariann Fischer Boel          | Mariann Fischer Boel (1943)           | 22 november 2004 – 9 februari 2010  | Venstre                          | ALDE            | Barroso I     | Denemarken |                         |
| 11 |                                      | Dacian Cioloş                 | Dacian Cioloş (1969)                  | 9 februari 2010 – 1 november 2014   | PDL                              | EVP             | Barroso II    | Roemenië   |                         |
| 12 |                                      | Phil Hogan                    | Phil Hogan (1960)                     | 1 november 2014 – 1 december 2019   | FG                               | EVP             | Juncker       | Ierland    |                         |
| 13 |                                      | Janusz Wojciechowski          | Janusz Wojciechowski (1954)           | 1 december 2019 – heden             | PiS                              | ECH             | Von der Leyen | Polen      |                         |

## Trivia
- Communautair Bureau voor plantenrassen (CPVO)
- Directoraat-generaal voor Landbouw en Plattelandsontwikkeling - het betreffende directoraat-generaal
- Europees Landbouwfonds voor Plattelandsontwikkeling (ELFPO) - subsidies ter bevordering van het concurrentievermogen van de Europese bos- en landbouw
- Europees Landbouwgarantiefonds (ELGF) - verzorgt sinds 2007 de financiering van het GLB
- Europees Oriëntatie- en Garantiefonds voor de Landbouw (EOGFL) - verzorgde tussen 1962 en 2007 de financiering van het GLB.
- Europese Autoriteit voor Voedselveiligheid (EFSA)
- Gemeenschappelijk landbouwbeleid (GLB) - het voornaamste beleidsstuk